# Juan Cruz de los Santos
Juan Cruz de los Santos da Luz (Montevideo, Uruguay; 22 de febrero de 2003) es un futbolista uruguayo. Juega de centrocampista y su equipo actual es el Club Nacional de Football de la Primera División de Uruguay.

## Trayectoria
De los Santos debutó en el primer equipo de River Plate el 5 de marzo de 2022 en el empate 1-1 ante Cerro Largo. Disputó 22 encuentros y anotó tres goles en su primera temporada en primera.
El 25 de julio de 2025 se confirma la compra del 20% por parte del Club Nacional de Football.

## Palmarés

### Títulos internacionales
| Título              | Equipo               | País      | Año  |
| ------------------- | -------------------- | --------- | ---- |
| Copa Mundial Sub-20 | Selección de Uruguay | Argentina | 2023 |

## Selección nacional
Fue citado al Campeonato Sudamericano Sub-20 de 2023.
Disputó 6 partidos en el torneo, realizando dos asistencias.

## Estadísticas
Actualizado al último partido disputado el 1 de julio de 2025
| Club                  | Div.          | Temporada     | Liga  | Liga  | Copas nacionales | Copas nacionales | Copas internacionales | Copas internacionales | Total | Total |
| Club                  | Div.          | Temporada     | Part. | Goles | Part.            | Goles            | Part.                 | Goles                 | Part. | Goles |
| --------------------- | ------------- | ------------- | ----- | ----- | ---------------- | ---------------- | --------------------- | --------------------- | ----- | ----- |
| River Plate · Uruguay | 1.ª           | 2022          | 22    | 3     | 2                | 0                | 2                     | 0                     | 24    | 3     |
| River Plate · Uruguay | 1.ª           | 2023          | 14    | 1     | 3                | 0                | 1                     | 0                     | 18    | 1     |
| River Plate · Uruguay | 1.ª           | 2024          | 31    | 4     | 0                | 0                | 0                     | 0                     | 31    | 4     |
| River Plate · Uruguay | 1.ª           | 2025          | 22    | 2     | 0                | 0                | 0                     | 0                     | 22    | 2     |
| River Plate · Uruguay | Total club    | Total club    | 89    | 10    | 5                | 0                | 3                     | 0                     | 97    | 10    |
| Total carrera         | Total carrera | Total carrera | 89    | 10    | 5                | 0                | 3                     | 0                     | 97    | 10    |